# Haimbachia proaraealis
Haimbachia proaraealis là một loài bướm đêm trong họ Crambidae.